# Plàcid Bassedes Saludes
Plàcid Bassedes Saludes (Cambrils, 1815 - Reus, 8 d'abril de 1892) va ser un notari i polític català
Notari a Reus i afiliat al partit federal, va ocupar diversos càrrecs a l'ajuntament durant la revolució del 1868 i arribà a alcalde de Reus el 1870, quan va substituir Josep Maria Pàmies Juncosa, després d'un ràpid pas per l'alcaldia de tres persones diferents en un any. Bassedes va realitzar importants reformes a la ciutat, a l'Hospital de Sant Joan, a l'escorxador municipal i donà l'impuls definitiu al cementiri. Creà escoles municipals i inicià la tramitació per a l'establiment definitiu de l'institut de segon ensenyament. Va iniciar la prolongació del passeig de la Bassa Nova fins a la Boca de la Mina i buscà solucions pel problema de l'aigua, endèmic a Reus, i pel clavegueram municipal.